# Paul von Heimburg (General, 1836)
Georg Friedrich Heinrich Paul von Heimburg (* 21. März 1836 in Hannover; † 22. Februar 1913 ebenda) war ein preußischer Generalleutnant.

## Leben

### Herkunft
Paul von Heimburg war ein Sohn des hannoverischen Obersten und Kommandanten von Hildesheim Friedrich von Heimburg (1788–1862) und dessen zweiter Ehefrau Pauline, geborene Schädtler, verwitwete Lang (1805–1872). Sein Bruder Friedrich (1839–1906) wurde ebenfalls preußischer Generalleutnant.

### Militärkarriere
Nach dem Besuch des Gymnasiums Andreanum in Hildesheim und der Kadettenschule in Hannover wurde Heimburg am 1. April 1854 als Portepeefähnrich im 1. Leib-Infanterie-Regiment der Hannoverschen Armee angestellt. Unter Beförderung zum Sekondeleutnant wurde er Mitte Oktober 1854 in das 5. Infanterie-Regiment versetzt, avancierte Anfang Mai 1859 zum Premierleutnant und diente von Mitte Mai 1859 bis Ende September 1861 als Bataillonsadjutant. Im Anschluss war er bis zum 17. Juni 1866 Lehrer und Erzieher im Kadettenkorps. Heimburg nahm im gleichen Jahr während des Krieges gegen Preußen an der Schlacht bei Langensalza teil und erhielt dafür die Erinnerungsmedaille.
Nach der Annexion Hannovers wechselte Heimburg in die Preußische Armee und wurde als Premierleutnant im 4. Westfälischen Infanterie-Regiment Nr. 17 angestellt. Bis Ende September 1869 stieg er zum Hauptmann und Kompaniechef auf. Im Krieg gegen Frankreich war er vom 16. Juli 1870 bis zum 8. Juni 1871 Kompanieführer beim Ersatzbataillon des Regiments in der Heimat. Am 20. Oktober 1873 erfolgte mit Patent vom 30. Oktober 1866 seine Versetzung in das 5. Westfälische Infanterie-Regiment Nr. 53 und die gleichzeitige Kommandierung als Adjutant beim Generalkommando des VIII. Armee-Korps. In dieser Stellung wurde Heimburg Ende Dezember 1874 zum Major befördert und am 11. Februar 1875 als etatsmäßiger Stabsoffizier beim Kadettenhaus nach Berlin versetzt. Zugleich war er ab Mitte April 1875 auch Mitglied der Studienkommission für das Kadettenkorps. Am 1. Juli 1878 wurde er Kommandeur des I. Bataillons der Hauptkadettenanstalt. Mit der Ernennung zum Kommandeur des I. Bataillons im 2. Posenschen Infanterie-Regiment Nr. 19 kehrte Heimburg am 14. Januar 1879 in den Truppendienst zurück. Dort wurde er am 16. September 1881 zum Oberstleutnant befördert und am 15. November 1883 zum etatsmäßigen Stabsoffizier ernannt. Unter Beförderung zum Oberst erfolgte am 15. April 1885 seine Versetzung als Kommandeur des 2. Rheinischen Infanterie-Regiments Nr. 28 nach Koblenz. Am 16. Februar 1889 wurde er als Generalmajor ohne Patent zum Kommandeur der 32. Infanterie-Brigade in Saarbrücken ernannt. Das Patent zu seinem Dienstgrad erhielt er am 13. August 1889 mit Datum vom 16. Februar 1889. Unter Verleihung des Charakters als Generalleutnant wurde Heimburg am 16. Juli 1891 mit Pension zur Disposition gestellt.
Er starb am 22. Februar 1913 in Hannover und wurde auch dort beigesetzt.

### Familie
Heimburg heiratete am 19. Mai 1869 in Hannover Marie Dommes (1847–1872). Nach ihrem Tod ehelichte er am 30. Dezember 1875 in Celle Emma Reinecke (1851–1887). Aus den Ehen gingen folgende Kinder hervor:
- Fritz (1871–1915), preußischer Kavallerieoffizier ⚭ 1900 Elisabeth von Scheliha (1876–1969)
- Marie (1876–1972) ⚭ 1898 Hans von Wiarda, Oberst a. D. (1869–1935)
- Heino (1878–1964), Oberregierungsrat ⚭ 1908 Hedwig Arndt (1885–1965)